# Fran Ksaver Tončič
Franc Ksaver Tončič, slovenski kipar in podobar, * 10. november 1865, Črni Vrh, Idrija, † 14. marec 1919, Kamnik.
Rodil se je v družini malih kmetov Jožefa Tončiča in Marije Ozbič, ki je bila rojena v znani podobarski družini Ozbič. Kiparstva se je izučil pri maminem bratu Matiji Ozbiču v Kamniku in se tu 1888 osamosvojil. Leta 1892 se je poročil z Marijo Smolnikar in imel z njo 10 otrok. Delavnico in hišo si je uredil na Šutni. Pri njem se je nekaj časa učil tudi slikar Miha Maleš. Kipe, s katerimi je opremil več deset cerkva je ustvarjal v umetnem marmorju ali marmornem cementu in jih pobarval z oljnimi barvami. Njegova dela so raztresena po Kamniku in okolici, po Primorskem (predvsem v Vipavski dolini), Koroškem, Štajerskem in Hrvaškem. Prenovil je tudi oltarje v Zakalu, Pšajnovici in Trzinu. Leta 1893 je izdelal tabernakelj za cerkev sv. Benedikta v Zgornjih Stranjah pri Kamniku. Umrl je 14. marca 1919, ko je v naglici namesto slivovke popil požirek luga.